# Flèche wallonne 2024
Cet article concerne l'édition masculine de la Flèche wallonne. Pour la course féminine, voir Flèche wallonne féminine 2024.
La Flèche wallonne 2024 est la 88e édition de cette course cycliste masculine sur route. Elle a lieu le mercredi 17 avril 2024 entre Charleroi et Huy, en Belgique, et fait partie du calendrier UCI World Tour 2024 en catégorie 1.UWT. 

## Présentation
Créée en 1936 par le journal Les Sports, la Flèche wallonne est organisée depuis 1993 par Amaury Sport Organisation (ASO), ancienne Société du Tour de France. Cette édition parcourt trois provinces wallonnes : la province de Hainaut, la province de Namur et la province de Liège.

### Parcours
La Flèche wallonne 2024 est tracée sur un parcours total de 198,6 kilomètres avec plusieurs changements par rapport à l'édition précédente. La principale modification est la ligne de départ située à Charleroi (province de Hainaut) comme en 2021. Avant d'entamer le circuit final, la seule côte répertoriée est la côte d'Yvoir franchie après 43,2 km. L'autre différence par rapport aux éditions précédentes vient du fait que le circuit final long de 31,7 km est à accomplir quatre fois au lieu de trois. Il y a donc quatre ascensions de la côte d'Ereffe et surtout du Mur de Huy où se trouve la ligne d'arrivée alors que l'habituelle côte de Cherave est supprimée en raison de travaux dans le centre de Huy.
Neuf côtes sont répertoriées pour cette édition :
| Num | Nom                      | Longueur (m) | Pente moyenne | Kilomètre | Kilomètre restant |
| --- | ------------------------ | ------------ | ------------- | --------- | ----------------- |
| 1   | Côte d'Yvoir             | 2100         | 6 %           | 43,2      | 155,9             |
| 2   | Côte d'Ereffe            | 2200         | 5,6 %         | 91,2      | 107,9             |
| 3   | Mur de Huy (1er passage) | 1300         | 10,2 %        | 104,1     | 95                |
| 4   | Côte d'Ereffe            | 2200         | 5,6 %         | 122,9     | 76,2              |
| 5   | Mur de Huy (2e passage)  | 1300         | 10,2 %        | 135,8     | 63,3              |
| 6   | Côte d'Ereffe            | 2200         | 5,6 %         | 154,6     | 44,5              |
| 7   | Mur de Huy (3e passage)  | 1300         | 10,2 %        | 167,4     | 31,7              |
| 8   | Côte d'Ereffe            | 2200         | 5,6 %         | 186,2     | 12,9              |
| 9   | Mur de Huy (4e passage)  | 1300         | 10,2 %        | 199,1     | 0                 |

### Équipes
| WorldTeams (18)- Arkéa-B&B Hotels - Alpecin-Deceuninck - Astana Qazaqstan Team - Bahrain Victorious - Bora-Hansgrohe - Cofidis - Decathlon-AG2R La Mondiale - EF Education-EasyPost - Groupama-FDJ - Ineos Grenadiers - Intermarché-Wanty - Lidl-Trek - Movistar Team - Soudal Quick-Step - Team dsm-firmenich PostNL - Team Jayco AlUla - Team Visma \| Lease a Bike - UAE Team Emirates ProTeams (7)- Bingoal WB - Euskaltel-Euskadi - Israel-Premier Tech - Lotto Dstny - Q36.5 Pro Cycling Team - TotalEnergies - Uno-X Mobility |
| |

### Favoris
Pour des raisons différentes, Remco Evenepoel, Mikel Landa et Primož Roglič (blessés) ainsi que Tadej Pogačar et Mathieu van der Poel (en préparation de Liège-Bastogne-Liège) ne sont pas au départ, ces absences rendant vraisemblablement la course plus ouverte.
Les cinq premiers classés de l'Amstel Gold Race disputée trois jours plus tôt sont à compter parmi les favoris du jour : Tom Pidcock (Ineos Grenadiers), Marc Hirschi (UAE Emirates), vainqueur en 2020 et en regain de forme après deux saisons plus compliquées, Tiesj Benoot (Visma Lease a Bike), Mauri Vansevenant (Soudal Quick-Step) et Paul Lapeira (Decathlon AG2R La Mondiale), auteur d'un remarquable début de saison. 
Parmi les autres favoris ou outsiders, on peut notamment citer Ben Healy (EF Education), Benoît Cosnefroy (Decathlon AG2R La Mondiale), Quinten Hermans et Axel Laurance (Alpecin Deceuninck), Kévin Vauquelin (Arkéa B&B Hotels), Santiago Buitrago et Pello Bilbao (Bahrain Victorious), Aleksandr Vlasov (Bora Hansgrohe), Valentin Madouas, Romain Grégoire et David Gaudu (Groupama FDJ), Mattias Skjelmose (deuxième en 2023) et Bauke Mollema (Lidl-Trek), João Almeida, Brandon McNulty et Juan Ayuso (UAE Emirates), Dylan Teuns (Israel-Premier Tech), vainqueur en 2022, Maxim Van Gils (Lotto Dstny) et Ilan Van Wilder (Soudal Quick-Step).

## Récit de la course
Une échappée de six hommes fait la course en tête depuis le début de la classique. À la mi-course, des chutes de grêle et de neige fondante s'abattent sur le parcours entraînant une baisse conséquente de la température qui ne dépasse pas les 2 degrés. Le Belge Johan Meens (Bingoal WB) et l'Espagnol Txomin Juaristi (Euskaltel Euskadi), les deux derniers fuyards, sont repris à 69 kilomètres de l'arrivée. Un peu après le deuxième passage du Mur de Huy, à 60,7 km du terme, le Danois Søren Kragh Andersen (Alpecin Deceuninck) part seul à l'attaque et compte jusqu'à 1 min 30 s d'avance. 
Au troisième passage sur la ligne d'arrivée (31,7 km à accomplir), le Danois compte encore 1 min 5 s d'avance sur le Britannique Stephen Williams (Israel-Premier Tech) suivi puis rejoint un peu plus loin par quatre hommes : le Colombien Santiago Buitrago (Bahrain Victorious), l'Équatorien Richard Carapaz (EF Education), le Belge Maxim Van Gils (Lotto Dstny) et le Français Kévin Vauquelin (Arkéa-B&B Hotels). Tous les écarts fondent et les cinq coureurs en chasse sont repris par le peloton avant la côte d'Ereffe alors que Kragh Andersen est à son tour rattrapé dans cette côte. 
Après ce regroupement, le peloton réduit à une trentaine d'hommes se présente au pied du Mur de Huy pour l'ascension finale. Aux 300 mètres, Stephen Williams place une attaque tranchante, prend plus d'une vingtaine de mètres à ses adversaires et s'envole vers la victoire. Kévin Vauquelin revient quelque peu sur lui mais termine deuxième devant Maxim Van Gils qui complète un podium inattendu.
Au vu des conditions météorologiques très difficiles, seuls 44 coureurs terminent cette édition de la Flèche wallonne. Plusieurs favoris ont abandonné, ayant peut-être décidé de garder leurs forces pour Liège-Bastogne-Liège.

## Classements

### Classement de la course
| \| Classement général \| Classement général \| Classement général \| Classement général \| Classement général \| \| Coureur \| Coureur \| Pays \| Équipe \| Temps \| \| ------------------ \| ------------------ \| ------------------ \| -------------------------- \| ------------------ \| \| 1er \| Stephen Williams \| Royaume-Uni \| Israel-Premier Tech \| 4 h 40 min 24 s \| \| 2e \| Kévin Vauquelin \| France \| Arkéa-B&B Hotels \| + 0 s \| \| 3e \| Maxim Van Gils \| Belgique \| Lotto Dstny \| + 3 s \| \| 4e \| Benoît Cosnefroy \| France \| Decathlon-AG2R La Mondiale \| + 3 s \| \| 5e \| Santiago Buitrago \| Colombie \| Bahrain Victorious \| + 3 s \| \| 6e \| Tobias Johannessen \| Norvège \| Uno-X Mobility \| + 10 s \| \| 7e \| Romain Grégoire \| France \| Groupama-FDJ \| + 10 s \| \| 8e \| Dorian Godon \| France \| Decathlon-AG2R La Mondiale \| + 10 s \| \| 9e \| Tiesj Benoot \| Belgique \| Team Visma \\| Lease a Bike \| + 10 s \| \| 10e \| Guillaume Martin \| France \| Cofidis \| + 10 s \| |                    |             |                            |                 |
| |                    |             |                            |                 |
| Source : ProCyclingStats |                    |             |                            |                 |
| Classement général |                    |             |                            |                 |
| Coureur | Coureur            | Pays        | Équipe                     | Temps           |
| 1er | Stephen Williams   | Royaume-Uni | Israel-Premier Tech        | 4 h 40 min 24 s |
| 2e | Kévin Vauquelin    | France      | Arkéa-B&B Hotels           | + 0 s           |
| 3e | Maxim Van Gils     | Belgique    | Lotto Dstny                | + 3 s           |
| 4e | Benoît Cosnefroy   | France      | Decathlon-AG2R La Mondiale | + 3 s           |
| 5e | Santiago Buitrago  | Colombie    | Bahrain Victorious         | + 3 s           |
| 6e | Tobias Johannessen | Norvège     | Uno-X Mobility             | + 10 s          |
| 7e | Romain Grégoire    | France      | Groupama-FDJ               | + 10 s          |
| 8e | Dorian Godon       | France      | Decathlon-AG2R La Mondiale | + 10 s          |
| 9e | Tiesj Benoot       | Belgique    | Team Visma \| Lease a Bike | + 10 s          |
| 10e | Guillaume Martin   | France      | Cofidis                    | + 10 s          |

### Classements UCI
La course attribue des points au Classement mondial UCI 2024 selon le barème suivant.
| Position           | 1er | 2e  | 3e  | 4e  | 5e  | 6e  | 7e  | 8e  | 9e | 10e | 11e | 12e | 13e | 14e | 15e | 16e à 20e | 21e à 30e | 31e à 50e | 51e à 55e | 56e à 60e |
| Classement général | 400 | 320 | 260 | 220 | 180 | 140 | 120 | 100 | 80 | 68  | 56  | 48  | 40  | 32  | 28  | 24        | 16        | 8         | 4         | 2         |

## Liste des participants
| Légende | Légende                                                                    | Légende | Légende                                                    |
| ------- | -------------------------------------------------------------------------- | ------- | ---------------------------------------------------------- |
| Num     | Dossard de départ porté par le coureur sur cette Flèche wallonne           | Pos     | Position à l'arrivée de la course                          |
|         | Indique un maillot de champion national ou mondial, suivi de sa spécialité | NP      | Indique un coureur qui n'a pas pris le départ de la course |
| AB      | Indique un coureur qui n'a pas terminé la course                           | HD      | Indique un coureur qui a terminé la course hors des délais |

| UAE Team Emirates UAD | UAE Team Emirates UAD      | UAE Team Emirates UAD |
| --------------------- | -------------------------- | --------------------- |
| Num                   | Coureur                    | Pos                   |
| 1                     | Marc Hirschi (SUI) (route) | AB                    |
| 2                     | Juan Ayuso (ESP)           | AB                    |
| 3                     | Finn Fisher-Black (NZL)    | AB                    |
| 4                     | João Almeida (POR)         | AB                    |
| 5                     | Brandon McNulty (USA)      | AB                    |
| 6                     | Domen Novak (SLO)          | AB                    |
| 7                     | Diego Ulissi (ITA)         | AB                    |

| Lidl-Trek LTK | Lidl-Trek LTK                   | Lidl-Trek LTK |
| ------------- | ------------------------------- | ------------- |
| Num           | Coureur                         | Pos           |
| 11            | Mattias Skjelmose (DEN) (route) | AB            |
| 12            | Andrea Bagioli (ITA)            | AB            |
| 13            | Julien Bernard (FRA)            | AB            |
| 14            | Patrick Konrad (AUT)            | AB            |
| 15            | Bauke Mollema (NED)             | 35e           |
| 16            | Sam Oomen (NED)                 | AB            |
| 17            | Toms Skujiņš (LAT)              | 12e           |

| Soudal Quick-Step SOQ | Soudal Quick-Step SOQ   | Soudal Quick-Step SOQ |
| --------------------- | ----------------------- | --------------------- |
| Num                   | Coureur                 | Pos                   |
| 21                    | Mauri Vansevenant (BEL) | AB                    |
| 22                    | Antoine Huby (FRA)      | AB                    |
| 23                    | James Knox (GBR)        | AB                    |
| 24                    | Pepijn Reinderink (NED) | AB                    |
| 25                    | Pieter Serry (BEL)      | AB                    |
| 26                    | Ilan Van Wilder (BEL)   | 16e                   |
| 27                    | Louis Vervaeke (BEL)    | AB                    |

| Israel-Premier Tech IPT | Israel-Premier Tech IPT | Israel-Premier Tech IPT |
| ----------------------- | ----------------------- | ----------------------- |
| Num                     | Coureur                 | Pos                     |
| 31                      | Dylan Teuns (BEL)       | AB                      |
| 32                      | George Bennett (NZL)    | AB                      |
| 33                      | Simon Clarke (AUS)      | AB                      |
| 34                      | Jakob Fuglsang (DEN)    | AB                      |
| 35                      | Nick Schultz (AUS)      | AB                      |
| 36                      | Jake Stewart (GBR)      | AB                      |
| 37                      | Stephen Williams (GBR)  | 1er                     |

| Cofidis COF | Cofidis COF            | Cofidis COF |
| ----------- | ---------------------- | ----------- |
| Num         | Coureur                | Pos         |
| 41          | Ion Izagirre (ESP)     | AB          |
| 42          | Rubén Fernández (ESP)  | AB          |
| 43          | Ben Hermans (BEL)      | AB          |
| 44          | Jesús Herrada (ESP)    | AB          |
| 45          | Gorka Izagirre (ESP)   | AB          |
| 46          | Guillaume Martin (FRA) | 10e         |
| 47          | Anthony Perez (FRA)    | AB          |

| Team Visma \| Lease a Bike TVL | Team Visma \| Lease a Bike TVL | Team Visma \| Lease a Bike TVL |
| ------------------------------ | ------------------------------ | ------------------------------ |
| Num                            | Coureur                        | Pos                            |
| 51                             | Tiesj Benoot (BEL)             | 9e                             |
| 52                             | Johannes Staune-Mittet (NOR)   | 27e                            |
| 53                             | Milan Vader (NED)              | AB                             |
| 54                             | Loe van Belle (NED)            | AB                             |
| 55                             | Tosh Van der Sande (BEL)       | AB                             |
| 56                             | Tim van Dijke (NED)            | 20e                            |
| 57                             | Julien Vermote (BEL)           | AB                             |

| Lotto Dstny LTD | Lotto Dstny LTD             | Lotto Dstny LTD |
| --------------- | --------------------------- | --------------- |
| Num             | Coureur                     | Pos             |
| 61              | Maxim Van Gils (BEL)        | 3e              |
| 62              | Jenno Berckmoes (BEL)       | AB              |
| 63              | Logan Currie (NZL)          | AB              |
| 64              | Jarrad Drizners (AUS)       | AB              |
| 65              | Andreas Kron (DEN)          | 41e             |
| 66              | Sylvain Moniquet (BEL)      | AB              |
| 67              | Jonas Gregaard Wilsly (DEN) | AB              |

| Team dsm-firmenich PostNL DFP | Team dsm-firmenich PostNL DFP | Team dsm-firmenich PostNL DFP |
| ----------------------------- | ----------------------------- | ----------------------------- |
| Num                           | Coureur                       | Pos                           |
| 71                            | Kevin Vermaerke (USA)         | AB                            |
| 72                            | Matthew Dinham (AUS)          | AB                            |
| 73                            | Patrick Eddy (AUS)            | AB                            |
| 74                            | Enzo Leijnse (NED)            | 21e                           |
| 75                            | Tim Naberman (NED)            | AB                            |
| 76                            | Martijn Tusveld (NED)         | AB                            |
| 77                            | Frank van den Broek (NED)     | AB                            |

| Arkéa-B&B Hotels ARK | Arkéa-B&B Hotels ARK      | Arkéa-B&B Hotels ARK |
| -------------------- | ------------------------- | -------------------- |
| Num                  | Coureur                   | Pos                  |
| 81                   | Kévin Vauquelin (FRA)     | 2e                   |
| 82                   | Louis Barré (FRA)         | AB                   |
| 83                   | Clément Champoussin (FRA) | 11e                  |
| 84                   | Ewen Costiou (FRA)        | AB                   |
| 85                   | Anthony Delaplace (FRA)   | AB                   |
| 86                   | Simon Guglielmi (FRA)     | AB                   |
| 87                   | Laurens Huys (BEL)        | AB                   |

| Movistar Team MOV | Movistar Team MOV          | Movistar Team MOV |
| ----------------- | -------------------------- | ----------------- |
| Num               | Coureur                    | Pos               |
| 91                | Oier Lazkano (ESP) (route) | AB                |
| 92                | Alex Aranburu (ESP)        | AB                |
| 93                | Jorge Arcas (ESP)          | AB                |
| 94                | Carlos Canal (ESP)         | 38e               |
| 95                | Davide Formolo (ITA)       | 24e               |
| 96                | Iván García Cortina (ESP)  | AB                |
| 97                | Iván Romeo (ESP)           | AB                |

| Bahrain Victorious TBV | Bahrain Victorious TBV  | Bahrain Victorious TBV |
| ---------------------- | ----------------------- | ---------------------- |
| Num                    | Coureur                 | Pos                    |
| 101                    | Pello Bilbao (ESP)      | AB                     |
| 102                    | Yukiya Arashiro (JPN)   | AB                     |
| 103                    | Santiago Buitrago (COL) | 5e                     |
| 104                    | Nicolò Buratti (ITA)    | AB                     |
| 105                    | Fran Miholjević (CRO)   | AB                     |
| 106                    | Łukasz Wiśniowski (POL) | AB                     |
| 107                    | Edoardo Zambanini (ITA) | AB                     |

| Uno-X Mobility UXM | Uno-X Mobility UXM           | Uno-X Mobility UXM |
| ------------------ | ---------------------------- | ------------------ |
| Num                | Coureur                      | Pos                |
| 111                | Tobias Johannessen (NOR)     | 6e                 |
| 112                | Martin Bugge Urianstad (NOR) | 43e                |
| 113                | Odd Christian Eiking (NOR)   | 17e                |
| 114                | Markus Hoelgaard (NOR)       | 30e                |
| 115                | Ådne Holter (NOR)            | 31e                |
| 116                | Anders Skaarseth (NOR)       | 23e                |
| 117                | Andreas Leknessund (NOR)     | 36e                |

| Ineos Grenadiers IGD | Ineos Grenadiers IGD     | Ineos Grenadiers IGD |
| -------------------- | ------------------------ | -------------------- |
| Num                  | Coureur                  | Pos                  |
| 121                  | Tom Pidcock (GBR)        | AB                   |
| 122                  | Laurens De Plus (BEL)    | AB                   |
| 123                  | Omar Fraile (ESP)        | AB                   |
| 124                  | Ethan Hayter (GBR)       | AB                   |
| 125                  | Michał Kwiatkowski (POL) | AB                   |
| 126                  | Brandon Rivera (COL)     | AB                   |
| 127                  | Cameron Wurf (AUS)       | AB                   |

| Alpecin-Deceuninck ADC | Alpecin-Deceuninck ADC     | Alpecin-Deceuninck ADC |
| ---------------------- | -------------------------- | ---------------------- |
| Num                    | Coureur                    | Pos                    |
| 131                    | Axel Laurance (FRA)        | 18e                    |
| 132                    | Quinten Hermans (BEL)      | 19e                    |
| 133                    | Juri Hollmann (GER)        | AB                     |
| 134                    | Søren Kragh Andersen (DEN) | 37e                    |
| 135                    | Xandro Meurisse (BEL)      | AB                     |
| 136                    | Luca Vergallito (ITA)      | 44e                    |
| 137                    | Stan Van Tricht (BEL)      | AB                     |

| EF Education-EasyPost EFE | EF Education-EasyPost EFE | EF Education-EasyPost EFE |
| ------------------------- | ------------------------- | ------------------------- |
| Num                       | Coureur                   | Pos                       |
| 141                       | Richard Carapaz (ECU)     | 13e                       |
| 142                       | Owain Doull (GBR)         | AB                        |
| 143                       | Ben Healy (IRL) (route)   | 34e                       |
| 144                       | Mikkel Honoré (DEN)       | AB                        |
| 145                       | Archie Ryan (IRL)         | AB                        |
| 146                       | James Shaw (GBR)          | AB                        |
| 147                       | Harry Sweeny (AUS)        | AB                        |

| Team Jayco AlUla JAY | Team Jayco AlUla JAY   | Team Jayco AlUla JAY |
| -------------------- | ---------------------- | -------------------- |
| Num                  | Coureur                | Pos                  |
| 151                  | Michael Matthews (AUS) | AB                   |
| 152                  | Lawson Craddock (USA)  | AB                   |
| 153                  | Davide De Pretto (ITA) | AB                   |
| 154                  | Luke Durbridge (AUS)   | AB                   |
| 155                  | Anders Foldager (DEN)  | AB                   |
| 156                  | Jan Maas (NED)         | AB                   |
| 157                  | Mauro Schmid (SUI)     | AB                   |

| Groupama-FDJ GFC | Groupama-FDJ GFC               | Groupama-FDJ GFC |
| ---------------- | ------------------------------ | ---------------- |
| Num              | Coureur                        | Pos              |
| 161              | David Gaudu (FRA)              | AB               |
| 162              | Lorenzo Germani (ITA)          | 40e              |
| 163              | Romain Grégoire (FRA)          | 7e               |
| 164              | Valentin Madouas (FRA) (route) | 15e              |
| 165              | Quentin Pacher (FRA)           | AB               |
| 166              | Rémy Rochas (FRA)              | AB               |
| 167              | Clément Russo (FRA)            | AB               |

| Intermarché-Wanty IWA | Intermarché-Wanty IWA     | Intermarché-Wanty IWA |
| --------------------- | ------------------------- | --------------------- |
| Num                   | Coureur                   | Pos                   |
| 171                   | Francesco Busatto (ITA)   | AB                    |
| 172                   | Baptiste Planckaert (BEL) | AB                    |
| 173                   | Lilian Calmejane (FRA)    | AB                    |
| 174                   | Kevin Colleoni (ITA)      | AB                    |
| 175                   | Tom Paquot (BEL)          | AB                    |
| 176                   | Lorenzo Rota (ITA)        | AB                    |
| 177                   | Rein Taaramäe (EST)       | AB                    |

| TotalEnergies TEN | TotalEnergies TEN        | TotalEnergies TEN |
| ----------------- | ------------------------ | ----------------- |
| Num               | Coureur                  | Pos               |
| 181               | Mathieu Burgaudeau (FRA) | AB                |
| 182               | Fabien Doubey (FRA)      | 25e               |
| 183               | Fabien Grellier (FRA)    | AB                |
| 184               | Alan Jousseaume (FRA)    | AB                |
| 185               | Jordan Jegat (FRA)       | 14e               |
| 186               | Alexis Vuillermoz (FRA)  | AB                |
| 187               | Mattéo Vercher (FRA)     | AB                |

| Decathlon-AG2R La Mondiale DAT | Decathlon-AG2R La Mondiale DAT | Decathlon-AG2R La Mondiale DAT |
| ------------------------------ | ------------------------------ | ------------------------------ |
| Num                            | Coureur                        | Pos                            |
| 191                            | Benoît Cosnefroy (FRA)         | 4e                             |
| 192                            | Bruno Armirail (FRA)           | 22e                            |
| 193                            | Dorian Godon (FRA)             | 8e                             |
| 194                            | Jordan Labrosse (FRA)          | AB                             |
| 195                            | Paul Lapeira (FRA)             | AB                             |
| 196                            | Nicolas Prodhomme (FRA)        | 32e                            |
| 197                            | Valentin Retailleau (FRA)      | AB                             |

| Astana Qazaqstan Team AST | Astana Qazaqstan Team AST    | Astana Qazaqstan Team AST |
| ------------------------- | ---------------------------- | ------------------------- |
| Num                       | Coureur                      | Pos                       |
| 201                       | Simone Velasco (ITA) (route) | AB                        |
| 202                       | Samuele Battistella (ITA)    | AB                        |
| 203                       | Anthon Charmig (DEN)         | 42e                       |
| 204                       | Igor Chzhan (KAZ)            | AB                        |
| 205                       | Yevgeniy Fedorov (KAZ)       | AB                        |
| 206                       | Christian Scaroni (ITA)      | AB                        |
| 207                       | Santiago Umba (COL)          | AB                        |

| Bora-Hansgrohe BOH | Bora-Hansgrohe BOH     | Bora-Hansgrohe BOH |
| ------------------ | ---------------------- | ------------------ |
| Num                | Coureur                | Pos                |
| 211                | Aleksandr Vlasov       | AB                 |
| 212                | Roger Adrià (ESP)      | 26e                |
| 213                | Giovanni Aleotti (ITA) | AB                 |
| 214                | Alexander Hajek (AUT)  | AB                 |
| 215                | Bob Jungels (LUX)      | AB                 |
| 216                | Matteo Sobrero (ITA)   | AB                 |
| 217                | Frederik Wandahl (DEN) | AB                 |

| Q36.5 Pro Cycling Team Q36 | Q36.5 Pro Cycling Team Q36 | Q36.5 Pro Cycling Team Q36 |
| -------------------------- | -------------------------- | -------------------------- |
| Num                        | Coureur                    | Pos                        |
| 221                        | Gianluca Brambilla (ITA)   | AB                         |
| 222                        | Walter Calzoni (ITA)       | AB                         |
| 223                        | Mark Donovan (GBR)         | AB                         |
| 224                        | Alessandro Fancellu (ITA)  | AB                         |
| 225                        | Damien Howson (AUS)        | 29e                        |
| 226                        | Joey Rosskopf (USA)        | AB                         |
| 227                        | James Whelan (AUS)         | AB                         |

| Bingoal WB BWB | Bingoal WB BWB            | Bingoal WB BWB |
| -------------- | ------------------------- | -------------- |
| Num            | Coureur                   | Pos            |
| 231            | Floris De Tier (BEL)      | AB             |
| 232            | Louka Matthys (BEL)       | AB             |
| 233            | Johan Meens (BEL)         | 39e            |
| 234            | Luca Van Boven (BEL)      | 28e            |
| 235            | Aaron Van der Beken (BEL) | AB             |
| 236            | Giacomo Villa (ITA)       | AB             |
| 237            | Loïc Vliegen (BEL)        | AB             |

| Euskaltel-Euskadi EUS | Euskaltel-Euskadi EUS    | Euskaltel-Euskadi EUS |
| --------------------- | ------------------------ | --------------------- |
| Num                   | Coureur                  | Pos                   |
| 241                   | Gotzon Martín (ESP)      | AB                    |
| 242                   | Xabier Berasategi (ESP)  | AB                    |
| 243                   | Xabier Isasa (ESP)       | AB                    |
| 244                   | Víctor de la Parte (ESP) | AB                    |
| 245                   | James Fouché (NZL)       | 33e                   |
| 246                   | Txomin Juaristi (ESP)    | AB                    |
| 247                   | Iker Mintegi (ESP)       | AB                    |

| UAE Team Emirates UAD | UAE Team Emirates UAD      | UAE Team Emirates UAD |
| --------------------- | -------------------------- | --------------------- |
| Num                   | Coureur                    | Pos                   |
| 1                     | Marc Hirschi (SUI) (route) | AB                    |
| 2                     | Juan Ayuso (ESP)           | AB                    |
| 3                     | Finn Fisher-Black (NZL)    | AB                    |
| 4                     | João Almeida (POR)         | AB                    |
| 5                     | Brandon McNulty (USA)      | AB                    |
| 6                     | Domen Novak (SLO)          | AB                    |
| 7                     | Diego Ulissi (ITA)         | AB                    |

| Lidl-Trek LTK | Lidl-Trek LTK                   | Lidl-Trek LTK |
| ------------- | ------------------------------- | ------------- |
| Num           | Coureur                         | Pos           |
| 11            | Mattias Skjelmose (DEN) (route) | AB            |
| 12            | Andrea Bagioli (ITA)            | AB            |
| 13            | Julien Bernard (FRA)            | AB            |
| 14            | Patrick Konrad (AUT)            | AB            |
| 15            | Bauke Mollema (NED)             | 35e           |
| 16            | Sam Oomen (NED)                 | AB            |
| 17            | Toms Skujiņš (LAT)              | 12e           |

| Soudal Quick-Step SOQ | Soudal Quick-Step SOQ   | Soudal Quick-Step SOQ |
| --------------------- | ----------------------- | --------------------- |
| Num                   | Coureur                 | Pos                   |
| 21                    | Mauri Vansevenant (BEL) | AB                    |
| 22                    | Antoine Huby (FRA)      | AB                    |
| 23                    | James Knox (GBR)        | AB                    |
| 24                    | Pepijn Reinderink (NED) | AB                    |
| 25                    | Pieter Serry (BEL)      | AB                    |
| 26                    | Ilan Van Wilder (BEL)   | 16e                   |
| 27                    | Louis Vervaeke (BEL)    | AB                    |

| Israel-Premier Tech IPT | Israel-Premier Tech IPT | Israel-Premier Tech IPT |
| ----------------------- | ----------------------- | ----------------------- |
| Num                     | Coureur                 | Pos                     |
| 31                      | Dylan Teuns (BEL)       | AB                      |
| 32                      | George Bennett (NZL)    | AB                      |
| 33                      | Simon Clarke (AUS)      | AB                      |
| 34                      | Jakob Fuglsang (DEN)    | AB                      |
| 35                      | Nick Schultz (AUS)      | AB                      |
| 36                      | Jake Stewart (GBR)      | AB                      |
| 37                      | Stephen Williams (GBR)  | 1er                     |

| Cofidis COF | Cofidis COF            | Cofidis COF |
| ----------- | ---------------------- | ----------- |
| Num         | Coureur                | Pos         |
| 41          | Ion Izagirre (ESP)     | AB          |
| 42          | Rubén Fernández (ESP)  | AB          |
| 43          | Ben Hermans (BEL)      | AB          |
| 44          | Jesús Herrada (ESP)    | AB          |
| 45          | Gorka Izagirre (ESP)   | AB          |
| 46          | Guillaume Martin (FRA) | 10e         |
| 47          | Anthony Perez (FRA)    | AB          |

| Team Visma \| Lease a Bike TVL | Team Visma \| Lease a Bike TVL | Team Visma \| Lease a Bike TVL |
| ------------------------------ | ------------------------------ | ------------------------------ |
| Num                            | Coureur                        | Pos                            |
| 51                             | Tiesj Benoot (BEL)             | 9e                             |
| 52                             | Johannes Staune-Mittet (NOR)   | 27e                            |
| 53                             | Milan Vader (NED)              | AB                             |
| 54                             | Loe van Belle (NED)            | AB                             |
| 55                             | Tosh Van der Sande (BEL)       | AB                             |
| 56                             | Tim van Dijke (NED)            | 20e                            |
| 57                             | Julien Vermote (BEL)           | AB                             |

| Lotto Dstny LTD | Lotto Dstny LTD             | Lotto Dstny LTD |
| --------------- | --------------------------- | --------------- |
| Num             | Coureur                     | Pos             |
| 61              | Maxim Van Gils (BEL)        | 3e              |
| 62              | Jenno Berckmoes (BEL)       | AB              |
| 63              | Logan Currie (NZL)          | AB              |
| 64              | Jarrad Drizners (AUS)       | AB              |
| 65              | Andreas Kron (DEN)          | 41e             |
| 66              | Sylvain Moniquet (BEL)      | AB              |
| 67              | Jonas Gregaard Wilsly (DEN) | AB              |

| Team dsm-firmenich PostNL DFP | Team dsm-firmenich PostNL DFP | Team dsm-firmenich PostNL DFP |
| ----------------------------- | ----------------------------- | ----------------------------- |
| Num                           | Coureur                       | Pos                           |
| 71                            | Kevin Vermaerke (USA)         | AB                            |
| 72                            | Matthew Dinham (AUS)          | AB                            |
| 73                            | Patrick Eddy (AUS)            | AB                            |
| 74                            | Enzo Leijnse (NED)            | 21e                           |
| 75                            | Tim Naberman (NED)            | AB                            |
| 76                            | Martijn Tusveld (NED)         | AB                            |
| 77                            | Frank van den Broek (NED)     | AB                            |

| Arkéa-B&B Hotels ARK | Arkéa-B&B Hotels ARK      | Arkéa-B&B Hotels ARK |
| -------------------- | ------------------------- | -------------------- |
| Num                  | Coureur                   | Pos                  |
| 81                   | Kévin Vauquelin (FRA)     | 2e                   |
| 82                   | Louis Barré (FRA)         | AB                   |
| 83                   | Clément Champoussin (FRA) | 11e                  |
| 84                   | Ewen Costiou (FRA)        | AB                   |
| 85                   | Anthony Delaplace (FRA)   | AB                   |
| 86                   | Simon Guglielmi (FRA)     | AB                   |
| 87                   | Laurens Huys (BEL)        | AB                   |

| Movistar Team MOV | Movistar Team MOV          | Movistar Team MOV |
| ----------------- | -------------------------- | ----------------- |
| Num               | Coureur                    | Pos               |
| 91                | Oier Lazkano (ESP) (route) | AB                |
| 92                | Alex Aranburu (ESP)        | AB                |
| 93                | Jorge Arcas (ESP)          | AB                |
| 94                | Carlos Canal (ESP)         | 38e               |
| 95                | Davide Formolo (ITA)       | 24e               |
| 96                | Iván García Cortina (ESP)  | AB                |
| 97                | Iván Romeo (ESP)           | AB                |

| Bahrain Victorious TBV | Bahrain Victorious TBV  | Bahrain Victorious TBV |
| ---------------------- | ----------------------- | ---------------------- |
| Num                    | Coureur                 | Pos                    |
| 101                    | Pello Bilbao (ESP)      | AB                     |
| 102                    | Yukiya Arashiro (JPN)   | AB                     |
| 103                    | Santiago Buitrago (COL) | 5e                     |
| 104                    | Nicolò Buratti (ITA)    | AB                     |
| 105                    | Fran Miholjević (CRO)   | AB                     |
| 106                    | Łukasz Wiśniowski (POL) | AB                     |
| 107                    | Edoardo Zambanini (ITA) | AB                     |

| Uno-X Mobility UXM | Uno-X Mobility UXM           | Uno-X Mobility UXM |
| ------------------ | ---------------------------- | ------------------ |
| Num                | Coureur                      | Pos                |
| 111                | Tobias Johannessen (NOR)     | 6e                 |
| 112                | Martin Bugge Urianstad (NOR) | 43e                |
| 113                | Odd Christian Eiking (NOR)   | 17e                |
| 114                | Markus Hoelgaard (NOR)       | 30e                |
| 115                | Ådne Holter (NOR)            | 31e                |
| 116                | Anders Skaarseth (NOR)       | 23e                |
| 117                | Andreas Leknessund (NOR)     | 36e                |

| Ineos Grenadiers IGD | Ineos Grenadiers IGD     | Ineos Grenadiers IGD |
| -------------------- | ------------------------ | -------------------- |
| Num                  | Coureur                  | Pos                  |
| 121                  | Tom Pidcock (GBR)        | AB                   |
| 122                  | Laurens De Plus (BEL)    | AB                   |
| 123                  | Omar Fraile (ESP)        | AB                   |
| 124                  | Ethan Hayter (GBR)       | AB                   |
| 125                  | Michał Kwiatkowski (POL) | AB                   |
| 126                  | Brandon Rivera (COL)     | AB                   |
| 127                  | Cameron Wurf (AUS)       | AB                   |

| Alpecin-Deceuninck ADC | Alpecin-Deceuninck ADC     | Alpecin-Deceuninck ADC |
| ---------------------- | -------------------------- | ---------------------- |
| Num                    | Coureur                    | Pos                    |
| 131                    | Axel Laurance (FRA)        | 18e                    |
| 132                    | Quinten Hermans (BEL)      | 19e                    |
| 133                    | Juri Hollmann (GER)        | AB                     |
| 134                    | Søren Kragh Andersen (DEN) | 37e                    |
| 135                    | Xandro Meurisse (BEL)      | AB                     |
| 136                    | Luca Vergallito (ITA)      | 44e                    |
| 137                    | Stan Van Tricht (BEL)      | AB                     |

| EF Education-EasyPost EFE | EF Education-EasyPost EFE | EF Education-EasyPost EFE |
| ------------------------- | ------------------------- | ------------------------- |
| Num                       | Coureur                   | Pos                       |
| 141                       | Richard Carapaz (ECU)     | 13e                       |
| 142                       | Owain Doull (GBR)         | AB                        |
| 143                       | Ben Healy (IRL) (route)   | 34e                       |
| 144                       | Mikkel Honoré (DEN)       | AB                        |
| 145                       | Archie Ryan (IRL)         | AB                        |
| 146                       | James Shaw (GBR)          | AB                        |
| 147                       | Harry Sweeny (AUS)        | AB                        |

| Team Jayco AlUla JAY | Team Jayco AlUla JAY   | Team Jayco AlUla JAY |
| -------------------- | ---------------------- | -------------------- |
| Num                  | Coureur                | Pos                  |
| 151                  | Michael Matthews (AUS) | AB                   |
| 152                  | Lawson Craddock (USA)  | AB                   |
| 153                  | Davide De Pretto (ITA) | AB                   |
| 154                  | Luke Durbridge (AUS)   | AB                   |
| 155                  | Anders Foldager (DEN)  | AB                   |
| 156                  | Jan Maas (NED)         | AB                   |
| 157                  | Mauro Schmid (SUI)     | AB                   |

| Groupama-FDJ GFC | Groupama-FDJ GFC               | Groupama-FDJ GFC |
| ---------------- | ------------------------------ | ---------------- |
| Num              | Coureur                        | Pos              |
| 161              | David Gaudu (FRA)              | AB               |
| 162              | Lorenzo Germani (ITA)          | 40e              |
| 163              | Romain Grégoire (FRA)          | 7e               |
| 164              | Valentin Madouas (FRA) (route) | 15e              |
| 165              | Quentin Pacher (FRA)           | AB               |
| 166              | Rémy Rochas (FRA)              | AB               |
| 167              | Clément Russo (FRA)            | AB               |

| Intermarché-Wanty IWA | Intermarché-Wanty IWA     | Intermarché-Wanty IWA |
| --------------------- | ------------------------- | --------------------- |
| Num                   | Coureur                   | Pos                   |
| 171                   | Francesco Busatto (ITA)   | AB                    |
| 172                   | Baptiste Planckaert (BEL) | AB                    |
| 173                   | Lilian Calmejane (FRA)    | AB                    |
| 174                   | Kevin Colleoni (ITA)      | AB                    |
| 175                   | Tom Paquot (BEL)          | AB                    |
| 176                   | Lorenzo Rota (ITA)        | AB                    |
| 177                   | Rein Taaramäe (EST)       | AB                    |

| TotalEnergies TEN | TotalEnergies TEN        | TotalEnergies TEN |
| ----------------- | ------------------------ | ----------------- |
| Num               | Coureur                  | Pos               |
| 181               | Mathieu Burgaudeau (FRA) | AB                |
| 182               | Fabien Doubey (FRA)      | 25e               |
| 183               | Fabien Grellier (FRA)    | AB                |
| 184               | Alan Jousseaume (FRA)    | AB                |
| 185               | Jordan Jegat (FRA)       | 14e               |
| 186               | Alexis Vuillermoz (FRA)  | AB                |
| 187               | Mattéo Vercher (FRA)     | AB                |

| Decathlon-AG2R La Mondiale DAT | Decathlon-AG2R La Mondiale DAT | Decathlon-AG2R La Mondiale DAT |
| ------------------------------ | ------------------------------ | ------------------------------ |
| Num                            | Coureur                        | Pos                            |
| 191                            | Benoît Cosnefroy (FRA)         | 4e                             |
| 192                            | Bruno Armirail (FRA)           | 22e                            |
| 193                            | Dorian Godon (FRA)             | 8e                             |
| 194                            | Jordan Labrosse (FRA)          | AB                             |
| 195                            | Paul Lapeira (FRA)             | AB                             |
| 196                            | Nicolas Prodhomme (FRA)        | 32e                            |
| 197                            | Valentin Retailleau (FRA)      | AB                             |

| Astana Qazaqstan Team AST | Astana Qazaqstan Team AST    | Astana Qazaqstan Team AST |
| ------------------------- | ---------------------------- | ------------------------- |
| Num                       | Coureur                      | Pos                       |
| 201                       | Simone Velasco (ITA) (route) | AB                        |
| 202                       | Samuele Battistella (ITA)    | AB                        |
| 203                       | Anthon Charmig (DEN)         | 42e                       |
| 204                       | Igor Chzhan (KAZ)            | AB                        |
| 205                       | Yevgeniy Fedorov (KAZ)       | AB                        |
| 206                       | Christian Scaroni (ITA)      | AB                        |
| 207                       | Santiago Umba (COL)          | AB                        |

| Bora-Hansgrohe BOH | Bora-Hansgrohe BOH     | Bora-Hansgrohe BOH |
| ------------------ | ---------------------- | ------------------ |
| Num                | Coureur                | Pos                |
| 211                | Aleksandr Vlasov       | AB                 |
| 212                | Roger Adrià (ESP)      | 26e                |
| 213                | Giovanni Aleotti (ITA) | AB                 |
| 214                | Alexander Hajek (AUT)  | AB                 |
| 215                | Bob Jungels (LUX)      | AB                 |
| 216                | Matteo Sobrero (ITA)   | AB                 |
| 217                | Frederik Wandahl (DEN) | AB                 |

| Q36.5 Pro Cycling Team Q36 | Q36.5 Pro Cycling Team Q36 | Q36.5 Pro Cycling Team Q36 |
| -------------------------- | -------------------------- | -------------------------- |
| Num                        | Coureur                    | Pos                        |
| 221                        | Gianluca Brambilla (ITA)   | AB                         |
| 222                        | Walter Calzoni (ITA)       | AB                         |
| 223                        | Mark Donovan (GBR)         | AB                         |
| 224                        | Alessandro Fancellu (ITA)  | AB                         |
| 225                        | Damien Howson (AUS)        | 29e                        |
| 226                        | Joey Rosskopf (USA)        | AB                         |
| 227                        | James Whelan (AUS)         | AB                         |

| Bingoal WB BWB | Bingoal WB BWB            | Bingoal WB BWB |
| -------------- | ------------------------- | -------------- |
| Num            | Coureur                   | Pos            |
| 231            | Floris De Tier (BEL)      | AB             |
| 232            | Louka Matthys (BEL)       | AB             |
| 233            | Johan Meens (BEL)         | 39e            |
| 234            | Luca Van Boven (BEL)      | 28e            |
| 235            | Aaron Van der Beken (BEL) | AB             |
| 236            | Giacomo Villa (ITA)       | AB             |
| 237            | Loïc Vliegen (BEL)        | AB             |

| Euskaltel-Euskadi EUS | Euskaltel-Euskadi EUS    | Euskaltel-Euskadi EUS |
| --------------------- | ------------------------ | --------------------- |
| Num                   | Coureur                  | Pos                   |
| 241                   | Gotzon Martín (ESP)      | AB                    |
| 242                   | Xabier Berasategi (ESP)  | AB                    |
| 243                   | Xabier Isasa (ESP)       | AB                    |
| 244                   | Víctor de la Parte (ESP) | AB                    |
| 245                   | James Fouché (NZL)       | 33e                   |
| 246                   | Txomin Juaristi (ESP)    | AB                    |
| 247                   | Iker Mintegi (ESP)       | AB                    |